# Tanguy Le Turquais
Tanguy Le Turquais, né le 25 juin 1989 à Orléans, est un navigateur professionnel français qui pratique la course au large en solitaire à bord de différents voiliers monotypes.
Il se lance dans la voile en 2011, et après des débuts en Mini Transat, il se professionnalise dans la course au large en solitaire.
Il participe au Vendée Globe 2024-2025 et termine 17e en 84 j 23 h 35 min 29 s.

## Biographie

### Enfance
Natif d'Orléans, il déménage jeune à Vannes dans le Morbihan. Il y habite sur un bateau amarré dans le port, avec son père et ses deux sœurs. Son père donne des cours de voile et emmène régulièrement Tanguy faire des sorties de caravelle dans le Golfe du Morbihan. Il suit des études de Marine marchande,.

### 2011 - 2016: Mini Transat, débuts dans la course au large
En 2011, à l'âge de 21 ans, il s'initie à la course au large, alors qu'il suit encore ses études, en achetant son premier bateau avec ses économies et l'aide de sa famille. En 2013, il participe à sa première Mini Transat en amateur. Il est sacré champion de France dans cette catégorie en 2014 et 2015.

### 2017 - 2022: professionnalisation
Tanguy Le Turquais se professionnalise et rejoint le circuit de la Solitaire du Figaro en 2017. Il termine 16e du classement général et 3e bizuth. 
Le 13 février 2024, la Fédération française de voile annonce l'ouverture d'une enquête concernant des soupçons de triche lors du Vendée Globe 2020-2021 à la suite d'une dénonciation anonyme. Deux jours plus tard, les noms de Tanguy Le Turquais et sa conjointe Clarisse Crémer sortent dans la presse, ce premier étant soupçonné d'avoir aidé la navigation de Crémer en envoyant différentes informations de routage via l’application WhatsApp, alors que cela est interdit par le règlement de la course, celle-ci se déroulant sans assistance. Le 4 mars 2024, le jury international du Vendée Globe indique que ces faits ne sont pas avérés, que le couple n'a pas triché, Crémer ne recevant aucune assistance météo de la part de Tanguy Le Turquais,.

### 2022: objectif Vendée Globe avec l'association Lazare
Au printemps 2022, il annonce vouloir participer au Vendée Globe sous les couleurs de l'association Lazare, qui développe et anime des colocations solidaires en France et à l'étranger depuis 2011. Sensible au sort des sans-abri, il se donne pour mission de rendre visible les invisibles, les personnes de la rue. Il rachète l'IMOCA Apicil de Damien Seguin. 
Afin de préparer sa qualification, il participe sur ce bateau rebaptisé Lazare à la Route du Rhum 2022, où il termine 13e à la suite de la casse d'un safran,,. 
Début 2023, il installe sa base pour préparer son IMOCA à Locmiquélic, ville du Morbihan où il réside depuis 2018. En février 2024, il termine 11e de The Transat 2024, validant officiellement sa qualification pour le Vendée Globe de fin d'année,.

### Vendée Globe 2024-2025
Le 3 février 2025, il boucle le Vendée Globe 2024-2025 à la 17e place, en 84 j 23 h 35 min 29 s, derrière Benjamin Ferré à 16 minutes d'écart, après une lutte continue durant toute la course,.

## Engagements et vie privée
Tanguy Le Turquais est marié à Clarisse Crémer, également navigatrice en course au large. Ils habitent à Locmiquélic et ont une fille, née en novembre 2022 alors que Tanguy participait à la Route du Rhum. Les deux participent au Vendée Globe 2024-2025, et confie leur enfant à la sœur de Tanguy pendant les deux à trois mois de course.
Le couple est engagé auprès de l'association Lazare, qui développe et anime des colocations solidaires entre sans-abri et jeunes actifs.

## Palmarès
- 2013
  - Mini Transat : 6e

- 2014
  - Champion de France Course au Large Mini Transat[4]
  - Pornichet Select : 1er
  - Les Sables - Les Açores : 1er (2e étape)

- 2015
  - Champion de France Course au Large Mini Transat[4]
  - Mini Transat : 3e
  - Pornichet Select : 1er

- 2016
  - Douarnenez Horta Solo : 16e
  - Transat AG2R La Mondiale : 12e

- 2017
  - Solo Maîtres Coq : 16e
  - Tour de Bretagne à la Voile : 12e
  - Solitaire du Figaro : 16e

- 2018
  - Solitaire du Figaro : 19e
  - Transat AG2R La Mondiale : 14e (avec Clarisse Crémer)

- 2019
  - Solitaire du Figaro : 35e
  - Solo Maître Coq : 2e

- 2021
  - Transat Jacques Vabre : 19e (avec Denis Van Weynbergh)
  - Solitaire du Figaro : 14e
  - Sardinha Cup : 4e (avec Corentin Douguet)
  - Transat en Double : 2e (avec Corentin Douguet)
  - Tour de Bretagne à la voile : 8e (avec Robin Follin)
  - Solo Guy Cotten : 3e

- 2022
  - Route du Rhum : 13e
  - Défi Azimut - Lorient Agglomération : 9e

- 2023
  - Transat Jacques Vabre, avec Félix de Navacelle : 34e[21]
  - Retour à la Base : 20e

- 2024
  - The Transat 2024 : 11e, et 1er des bateaux à dérives[22]

- 2025
  - 17e du Vendée Globe sur Lazare en 84 j 23 h 35 min 29 s
  - vainqueur sur 5 inscrits de l'Armen Race avec Erwan Le Draoulec et Tom Laperche sur Lazare en 1 jour 7 h 10 min 19 s[23]